# اقتصاد أنتيغوا وباربودا
اقتصاد أنتيغوا وباربودا هو اقتصاد قائم على الخدمات مثل السياحة والخدمات الحكومية التي تمثل المصادر الرئيسية للعمل والدخل. وتمثل السياحة بشكل مباشر أو غير مباشر أكثر من نصف الناتج المحلي الإجمالي وهو أيضاً مصدر رئيسي للنقد الأجنبي في أنتيغوا وبربودا. ومع ذلك سلسلة من الأعاصير العنيفة منذ عام 1995 أسفرت عن إلحاق أضرار جسيمة بالبنية التحتية السياحية وفترات التخفيضات الحادة في أعداد الزائرين.